# Comtat de Richmond (Geòrgia)
El comtat de Richmond es troba a l'estat de Geòrgia als Estats Units. Segons el cens del 2020 tenia una població de 206.607 habitants. És un dels comtats primigenis de Geòrgia, creat el 5 de febrer de 1777. Després d'unes eleccions el 1995 Augusta (la seu del comtat) aglutinà els governs amb el comtat de Richmond. L'entitat consolidada es coneix com a comtat d'Augusta-Richmond, o simplement Augusta. Són exemptes d'aquesta agregació  les ciutats de Hephzibah i Blythe, al sud del comtat, les quals votaren romandre separades. El comtat de Richmond està inclòs a l'àrea estadística metropolitana d'Augusta-Richmond County, GA- SC.

## Història
El comtat deu el seu nom a Charles Lennox, 3r duc de Richmond, un polític i càrrec públic britànic, simpatitzant de la causa de les colònies americanes. Richmond també era cosí germà del rei Jordi III.
El comtat de Richmond s'establí el 1777 amb la primera constitució de l'estat  de Geòrgia (llavors acabat d'independitzar). Com a tal, és un dels comtats primigenis de l'estat. Es formà a ran de part de la parròquia colonial de St. Paul després que la Revolució expulsà l'Església d'Anglaterra a l'antiga Província Reial de Geòrgia.

## Geografia
D'acord a l'Oficina del Cens dels Estats Units el comtat té una superfície de 329 milles quadrades (850 km2), de les quals 324 milles quadrades (840 km2) son terra ferma i 4.3 milles quadrades (11 km2) (1,3%) son cobertes per les aigües.
La immensa majoria del comtat de Richmond és a la subconca mitjana del riu Savannah, llevat de la banda sud-oest del comtat, partit per una línia que va al nord des de Blythe fins al mig de Fort Eisenhower, que es troba a la subconca de Brier Creek de la conca del Savannah.

### Comtats adjacents
- Comtat d'Edgefield, Carolina del Sud (nord)
- Comtat d'Aiken, Carolina del Sud (nord-est)
- Comtat de Burke (sud)
- Comtat de Jefferson (sud-oest)
- Comtat de McDuffie (oest)
- Comtat de Columbia (nord-oest)

### Poblacions
Ciutats
- Augusta (seu del comtat)
- Blythe
- Hephzibah

Instal·lació de l'exèrcit
- Fort Eisenhower

## Demografia
D'acord al cens dels Estats Units del 2020 al comtat vivien 206.607 persones i 42.363 famílies; i hi havia 68.361 llars.
| Raça/ etnicitat(NH = no hispà)                | Pob. 2000 | Pob. 2010 | Pop 2020 | % 2000  | % 2010  | % 2020  |
| --------------------------------------------- | --------- | --------- | -------- | ------- | ------- | ------- |
| Només blancs (NH)                             | 88.660    | 76.236    | 68,397   | 44,38%  | 38,01%  | 33,10%  |
| Negres o afroamericans només (NH)             | 98.584    | 107.365   | 112.947  | 49,35%  | 53,54%  | 54,67%  |
| Nadius americans o nadius d'Alaska només (NH) | 506       | 570       | 511      | 0,25%   | 0,28%   | 0,25%   |
| Asiàtics (NH)                                 | 2.949     | 3.278     | 3.907    | 1,48%   | 1,63%   | 1,89%   |
| Illencs del Pacífic (NH)                      | 228       | 374       | 391      | 0,11%   | 0,19%   | 0.19%   |
| Altres races (NH)                             | 361       | 310       | 905      | 0,18%   | 0,15%   | 0.44%   |
| Mestissos o muti-racials (NH)                 | 2.942     | 4.209     | 8,100    | 1,47%   | 2,10%   | 3,92%   |
| Hispà o llatí (de qualsevol raça)             | 5.545     | 8.207     | 11,449   | 2,78%   | 4,09%   | 5,54%   |
| Total                                         | 199.775   | 200.549   | 206,607  | 100,00% | 100,00% | 100,00% |

## Resultats electorals
Semblantment a la majoria de comtats urbans de l'estat amb majoria de població afroamericana, el comtat de Richmond ha donat suport al candidat demòcrata augmentant els marges des de 1992. Tanmateix, en totes les eleccions presidencials de 1952 a 1988 que no comptaren amb el georgià Jimmy Carter a la votació, el comtat donà suport al candidat republicà a la presidència. El 1968 fou un dels vuit comtats de Geòrgia on Wallace va quedar tercer. Abans de 1952 el comtat votava com un arquetípic comtat del “Solid South”, votant als candidats presidencials demòcrates per un gran marge fins que el 1948 donà suport al candidat Dixiecrat Strom Thurmond. El 1928 fou una excepció a aquesta tendència quan Hoover vencé a Al Smith amb facilitat degut al sentiment anticatòlic.

## Educació
Tot el comtat de Richmond es troba al sistema escolar del comtat de Richmond .